# 道格拉斯·金斯伯格
道格拉斯·霍華德·金斯伯格 （1946年5月25日—），美國哥倫比亞特區聯邦巡迴上訴法院資深法官。1986年獲總統里根提名此職。自2001年至2008年任該院首席法官。1987年10月，40歲的金斯伯格獲列根提名為美國最高法院大法官，以填補路易斯·鮑威爾退休後的空缺。唯其早年吸食大麻一事引起政界紛爭，列根撤銷提名。
2011年10月金斯伯格滿65歲退休，進入法官資深狀態。2012年起任職紐約大學法學院。